# Ольговка (Давлекановський район)
О́льговка (рос. Ольговка, башк. Ольговка) — присілок у складі Давлекановського району Башкортостану, Росія. Входить до складу Розсвітівської сільської ради.
Населення — 10 осіб (2010; 16 в 2002).
Національний склад:
- росіяни — 87 %